# Gustaf Gilljam
Gustaf Fredrik Gilljam, född 22 juli 1832 i Ärentuna socken, död 17 januari 1908 i Stockholm, skolman och politiker (konservativ); docent i grekiska litteraturen vid Uppsala universitet 1857, ecklesiastikminister 1891–1898
Gilljam var av vallonsk släkt som invandrade till Sverige på 1600-talet. År 1857 blev han fil.mag. i Uppsala, 1859 docent i grekiska språket och litteraturen, mellan 1863 och 1881 var han lektor och rektor vid olika läroverk; från 1872 i Stockholm. Gilljam var medlem av läroverksstadgekommittén 1874. Han var universitetskansler 1898–1905 och i Riksdagen ledamot av andra kammaren 1879–1881 samt ledamot av första kammaren 1887–1896 och 1902–1907. Han var även ledamot i talmanskonferensen 1904-1907. Åren 1879-81 var Gilljam en av Stockholms protektionistiska representanter i riksdagen. Som politiker karakteriseras han som principfast konservativ, icke desto mindre anhängare av Erik Gustaf Boströms mjukare linje gentemot Norge under unionskrisen. Därför blev han icke omvald 1906.
Han invaldes som ledamot av Kungliga Vetenskapsakademien 1901.

## Källor

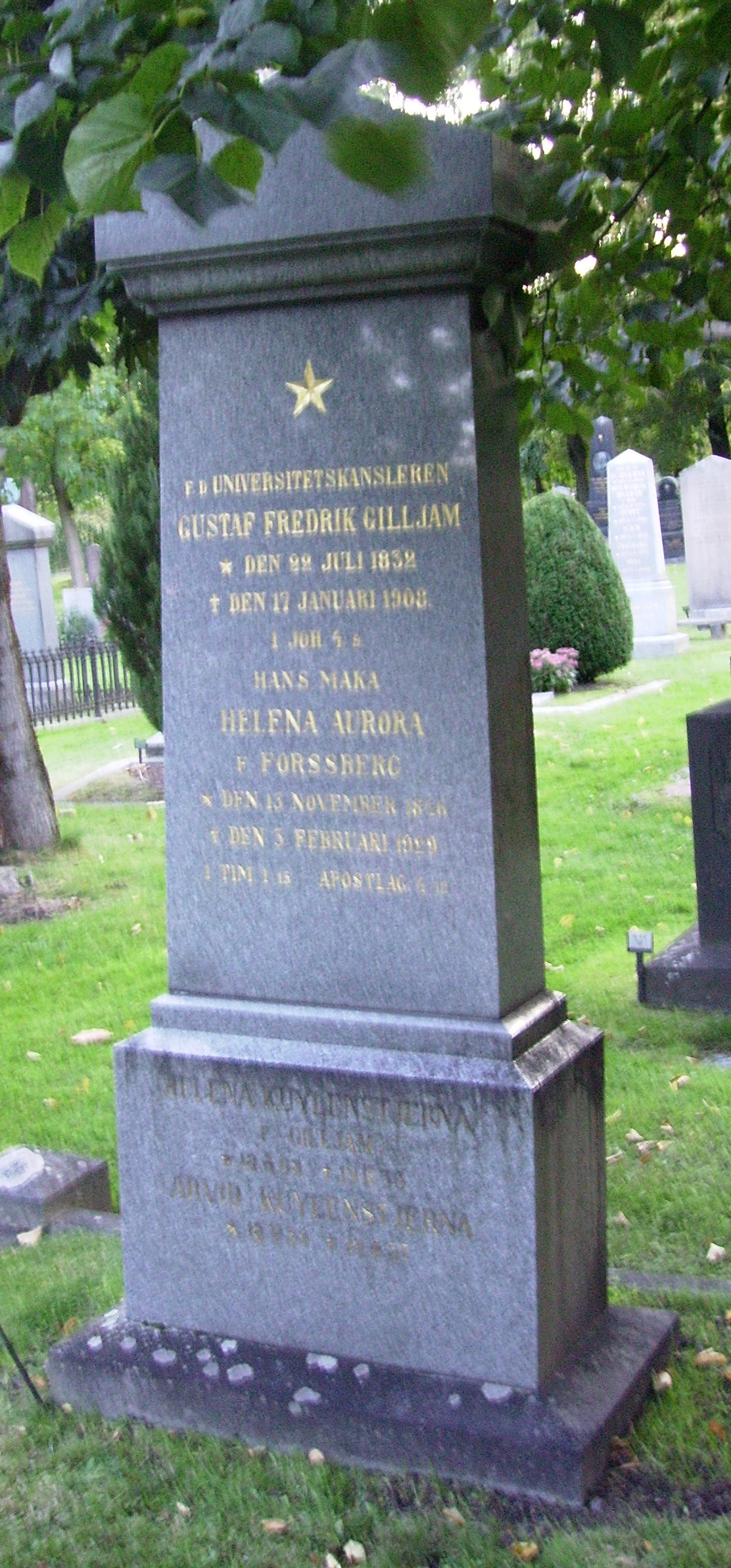
Gustaf Gilljams gravvård på Norra begravningsplatsen.